# GOOD Music
Pour les articles homonymes, voir Good Music.
GOOD Music est un label discographique de hip-hop et de RnB américain, situé à New York, dans l'État de New York. Il est fondé en 2004 par le rappeur et producteur Kanye West. G.O.O.D. est l'acronyme de Getting Out Our Dreams. Les producteurs du label incluent Hudson Mohawke, Q-Tip, Travis Scott, No I.D., Jeff Bhasker, et S1. Le label compte dix albums certifié disque d'or ou au-dessus par la Recording Industry Association of America (RIAA).

## Histoire

### 2004–2007

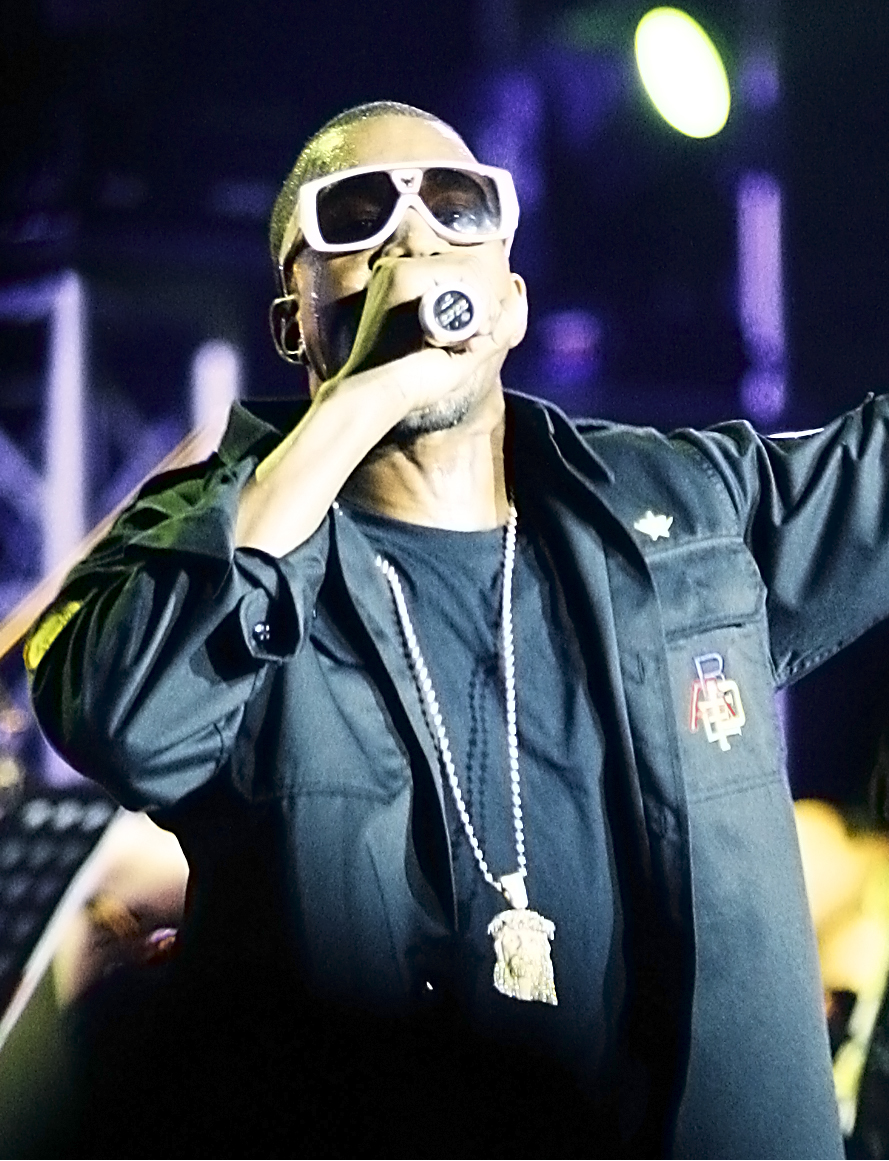
Le rappeur Kanye West fonde le label en 2004.

Kanye West fait initialement partie d'un groupe appelé Go-Getters, aux côtés du rappeur GLC. Ils sont alors signés sur le label Roc-A-Fella Records de Jay-Z. GLC et Really Doe quittent le label quelques années plus tard. John Legend et Common sont les premiers à signer chez GOOD Music.
Get Lifted de Legend (2004), est le premier album publié au label - il est nommé huit fois et récompensé trois fois à la 48e édition des Grammy Awards de 2006, notamment dans les catégories « meilleur nouvel artiste » et « meilleur album de RnB ». En octobre 2006, Legend publie son second album, Once Again, qui remporte un Grammy pour la chanson Heaven.
Be de Common (2005), le deuxième album du label, est nommé quatre fois aux Grammy Awards. Le label ajoute par la suite GLC, Really Doe, Malik Yusef, Tony Williams et Consequence à sa liste de membres. En 2004, Consequence publie sa mixtape Take 'Em to the Cleaners, qui arrive entre les mains de West, après que les deux artistes ait collaboré sur l'album The College Dropout. Le deuxième album de West, Late Registration, fait participer chaque musicien signé à cette période chez GOOD Music en 2005. En mai 2007, le rappeur Big Sean, originaire de Détroit signe au label.
West propose à son ami de toujours, le rappeur Rhymefest, de le signer sur son label, mais celui-ci préfère rejoindre le label Allido Records, lancé par le producteur britannique Mark Ronson. Rhymefest justifie cela par son admiration devant la capacité de Mark Ronson à mélanger différents genres musicaux qu'il produit, et aussi parce qu'il ne veut pas que des problèmes de business viennent affecter son amitié avec West.

### 2008–2011
En 2008, West signe Mr Hudson, après l'écoute de son album A Tale of Two Cities. Il signe également le nouvel artiste de l'époque Kid Cudi,. Le premier album de Kid Cudi, Man on the Moon: The End of Day, est publié par GOOD Music le 15 septembre 2009. L'album est nommé trois fois d'un Grammy et est certifié disque d'or par la RIAA. Un mois après, le premier album solo de Mr Hudson, Straight No Chaser, est publié.
En juin 2010, le label participe aux BET Hip Hop Awards, avec West, Common, Big Sean et le nouveau venu Cyhi the Prynce. À la fin de 2010, West publie plusieurs chansons dans une série appelée G.O.O.D. Fridays. En septembre 2010, West signe Mos Def à GOOD Music ; Consequence publie peu après une diss song et quitte le label. Le mois suivant, Pusha T annonce sa signature au label. Plus tard en 2010, Kid Cudi publie son deuxième album Man on the Moon II: The Legend of Mr. Rager, qui suit du cinquième album de West My Beautiful Dark Twisted Fantasy,. En avril 2011, West signe Q-Tip du groupe A Tribe Called Quest, comme producteur, et signe le producteur Hit-Boy à Very G.O.O.D. Beats. En 2011, West signe[Quoi ?] les musiciens nigérians D'banj et Don Jazzy. En juin 2011, GOOD Music signe leur premier accord de distribution, avec Def Jam Recordings,.

### Depuis 2012

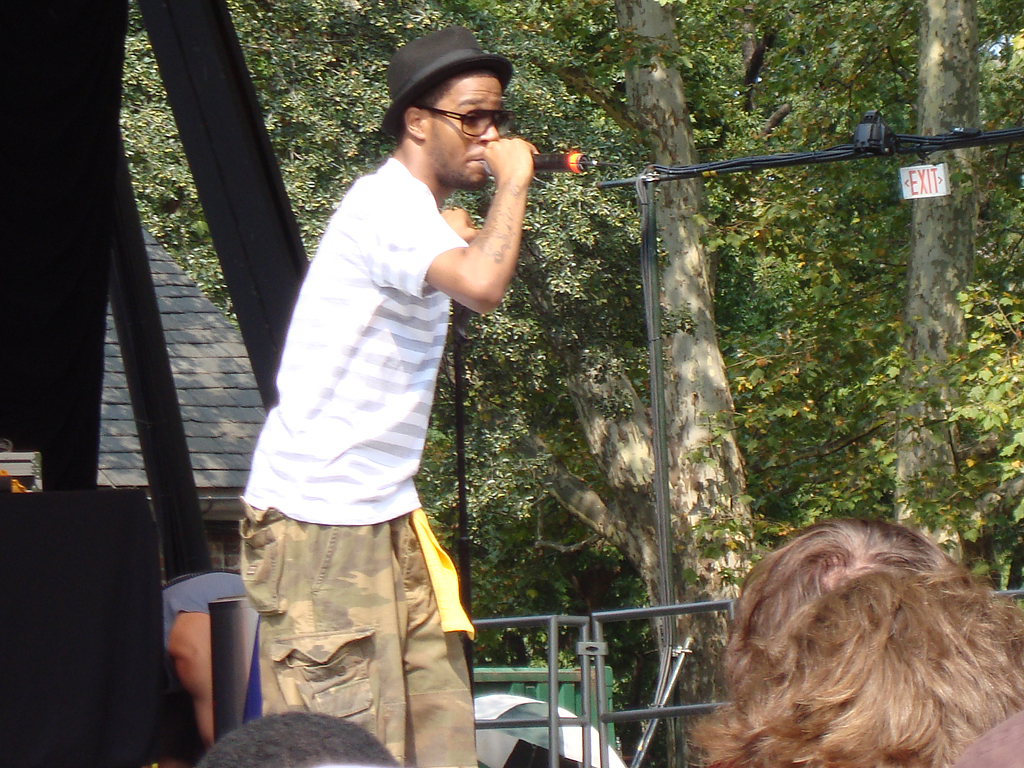
Kid Cudi signe au label en 2008 et le quitte en 2013, après la publication de son troisième album Indicud.

À la fin de 2011, Kanye West annonce la sortie d'un album studio de collaborations entre les artistes du label pour le printemps. Le 18 mai 2012, Cruel Summer ainsi qu'un court-métrage du même nom, sont annoncés. Le premier single de l'album, Mercy, est publié le 6 avril 2012, et contient des versets de Kanye West, Pusha T, Big Sean, et els affiliés 2 Chainz. L'album est précédé par les singles New God Flow et Clique, ce dernier ayant atteint la 12e place du Billboard Hot 100. Cruel Summer est publié le 18 septembre 2012. Il s'accompagne d'un court-métrage, Cruel Summer, tourné au Qatar ; le film est diffusé en avant-première au Festival de Cannes. L'album débute premier du Billboard 200.
En janvier 2013, le producteur et disc jockey écossais Hudson Mohawke, annonce sa signature dans la branche de production de G.O.O.D. Music - Very G.O.O.D. Beats. Le 2 avril 2013, Kid Cudi annonce sur Power 106 ne plus faire partie du label. Le 29 juin 2013, le producteur Hit-Boy de Very G.O.O.D. Beats annonce l'expiration de son contrat et ne plus faire partie de GOOD Music. Kacy Hill signe au label en décembre 2014, après avoir participé au Yeezus Tour de West.
En novembre 2015, Pusha T devient président de GOOD Music. En janvier 2016, Mos Def se retire de la musique. En février 2016, le rappeur Desiigner, signe au label et participe au septième album de West, The Life of Pablo.
En 2018, le label produit une série d'albums de 7 titres produits par Kanye West et sortis à une semaine d'intervalle : Daytona de Pusha T (25 mai), Ye de Kanye West (1er juin), Kids See Ghosts de Kanye West et Kid Cudi (8 juin), un album de Nas (15 juin) et un album de Teyana Taylor.

## Artistes

### Artistes actuels
- Kanye West (fondateur)
- 2 Chainz
- Cyhi the Prynce
- John Legend
- Teyana Taylor
- Malik Yusef
- Q-Tip
- Mr Hudson
- Hudson Mohawke
- Ryan McDermott
- Tyga
- Migos
- Kacy Hill
- 070 Shake
- Valee
- Sheck Wes

### Anciens artistes
- Consequence
- Really Doe
- Pusha T
- Travis Scott
- Big Sean
- Sa-Ra
- GLC
- Kid Cudi
- Common
- Desiigner
- Mos Def
- D'Banj

### Producteurs
- Kanye West
- Keezo Kane
- Devo Springsteen
- Mr Hudson
- Dave Tozer
- Jeff Bhasker
- No I.D.
- Lifted
- Mannie Fresh
- Travis Scott
- Mike Dean
- CashMoneyAp

## Discographie
| Informations |
| --- |
| John Legend - Get Lifted - Sortie : 28 décembre 2004 - Meilleure position : #4 (U.S.) - Dernière certification RIAA : Platine - Singles : Used To Love U, Ordinary People, Number 1, So High                                                              |
| Common - Be - Sortie : 24 mai 2005 - Meilleure position : #2 (U.S.) - Dernière certification RIAA : Platine - Singles : The Corner, Testify, Go, Be |
| John Legend - Once Again - Sortie : 24 octobre 2006 - Meilleure position : #3 (U.S.) - Dernière certification RIAA : Platine - Singles : Save Room, Heaven                                                                                                |
| Consequence - Don't Quit Your Day Job! - Sortie : 6 mars 2007 - Meilleure position : - - Dernière certification RIAA : - - Singles : Callin' Me, Grammy Family (feat. DJ Khaled & Kanye West)                                                             |
| Common - Finding Forever - Sortie: 31 juillet 2007 - Meilleure position : #1 (U.S.) - Dernière certification RIAA : Or - Singles : The Game, The People, Drivin' Me Wild (feat. Lily Allen), I Want You (feat. will.i.am]                                 |
| John Legend - Evolver - Sortie : 28 octobre 2008 - Meilleure position : #4 (U.S.) - Dernière Certification RIAA : Or - Singles : Green Light (feat. André 3000), If You're Out There, Everybody Knows, This Time                                          |
| Common - Universal Mind Control - Sortie: 9 décembre 2008 - Meilleure position : #12 (U.S.) - Dernière certification RIAA : Or - Singles : Universal Mind Control (feat. Pharrell Williams)                                                               |
| Malik Yusef - G.O.O.D. Morning, G.O.O.D. Night - Sortie: 2 juin 2009 - Meilleure position : - - Dernière certification RIAA : - - Singles : Magic Man |
| Kid Cudi - Man on the Moon: The End of Day - Sortie: 15 septembre 2009 - Meilleure position : #4 (U.S.) - Dernière certification RIAA : Or - Singles : Day 'n' Nite, Make Her Say (feat. Kanye West & Common, Pursuit of Happiness (feat. MGMT & Ratatat) |
| Mr Hudson - Straight No Chaser - Sortie : 19 octobre 2009 - Meilleure position : #25 (U.K.) - Dernière certification RIAA : - - Singles : There Will Be Tears, Supernova (feat. Kanye West), White Lies, Anyone But Him, (feat. Kanye West)               |
| John Legend and The Roots - Wake Up! - Sortie : 21 septembre 2010 - Meilleure position : #8 (U.S.) - Dernière certification RIAA : - - Singles : Wake Up Everybody (feat. Common & Melanie Fiona), Hard Times (feat. Black Thought)                       |
| Kid Cudi - Man on the Moon II: The Legend of Mr. Rager - Sortie : 9 novembre 2010 - Meilleure position : #3 (U.S.) - Dernière certification RIAA : Or - Singles : Erase Me (feat. Kanye West), Mr. Rager                                                  |
| Big Sean - Finally Famous - Sortie : 28 juin 2011 - Meilleure position : #3 (U.S.) - Dernière certification RIAA : - - Singles : My Last (feat. Chris Brown, Marvin and Chardonnay (feat. Kanye West & Roscoe Dash, Dance (A$$)                           |
| Pusha T - Fear of God II: Let Us Pray - Sortie : 8 novembre 2011 - Meilleure position : #66 (U.S.) - Dernière certification RIAA : - - Singles : Trouble on My Mind (ft. Tyler The Creator), Amen (ft. Kanye West & Young Jeezy, My God                   |
| GOOD Music - Cruel Summer - Sortie : 18 septembre 2012 - Meilleure position : #2 (U.S.) - Dernière certification RIAA : - Singles : Mercy, Cold, New God Flow, Clique                                                                                     |
| Kid Cudi - Indicud - Sortie : 16 avril 2013 - Meilleure position : #2 (U.S) - Dernière certification RIAA : - - Singles : Just What I Am, Immortal |
| Big Sean - Hall of Fame - Sortie : 27 août 2013 - Meilleure position : - - Dernière certification RIAA : - - Singles : Guap, Switch Up (feat. Common), Beware (feat. Jhené Aiko & Lil Wayne), Fire                                                        |
| John Legend - Love in the Future - Sortie : 3 septembre 2013 - Meilleure position : #4 (U.S.) - Dernière certification RIAA : Or |
| Pusha T - My Name Is My Name - Sortie : 8 octobre 2013 - Meilleure position : #4 (U.S.) |
| Teyana Taylor - VII - Sortie : 4 novembre 2014 - Meilleure position : #19 (U.S.) |
| Big Sean - Dark Sky Paradise - Sortie : 24 février 2015 - Meilleure position : #1 (U.S.) - Certification RIAA : Platine |
| Kacy Hill - Bloo EP - Sortie : 9 octobre 2015 |
| Pusha T - King Push – Darkest Before Dawn: The Prelude - Sortie : 18 décembre 2015 - Meilleure position : #20 (U.S.) |
| Kanye West - The Life of Pablo - Sortie : 13 février 2016 - Meilleure position : #1 (U.S.) - Certification RIAA : Platine |
| HXLT - HXLT - Sortie : 26 février 2016 |
| TWENTY88 (Big Sean & Jhené Aiko) - TWENTY88 - Sortie : 1er avril 2016 - Meilleure position : #5 (U.S.) |
| Desiigner - New English (mixtape) - Sortie : 26 juin 2016 - Meilleure position : #22 (U.S.) |
| John Legend - Darkness and Light - Sortie : 2 décembre 2016 - Meilleure position : #14 (U.S.) |
| Big Sean - I Decided. - Sortie : 3 février 2017 - Meilleure position : #1 (U.S.) - Certification RIAA : Platine |
| Kacy Hill - Like a Woman - Sortie : 30 juin 2017 |
| Big Sean & Metro Boomin - Double or Nothing - Sortie : 8 décembre 2017 - Meilleure position : #6 (U.S.) |
| Valee - GOOD Job, You Found Me - Sortie : 2 mars 2018 |
| 070 Shake - Glitter - Sortie : 23 mars 2018 |
| Desiigner - L.O.D. (EP) - Sortie : 4 mai 2018 - Meilleure position : #161 (U.S.) |
| Pusha T - Daytona - Sortie : 25 mai 2018 - Meilleure position : #3 (U.S.) |
| Kanye West - Ye - Sortie : 1er juin 2018 - Meilleure position : #4 (U.S.) |
| Kanye West & Kid Cudi - Kids See Ghosts - Sortie : 8 juin 2018 |
| Teyana Taylor - K.T.S.E. - Sortie : 23 juin 2018 - Meilleure position : #17 (U.S.) |